# 252 Clementina
A 252 Clementina a Naprendszer kisbolygóövében található aszteroida. Henri Joseph Anastase Perrotin fedezte fel 1885. október 11-én.